# Siergiej Owczinnikow (piłkarz)
Siergiej Iwanowicz Owczinnikow (ros. Сергей Иванович Овчинников) ps. Boss (ur. 10 listopada 1970 w Moskwie, ZSRR) – rosyjski piłkarz, bramkarz reprezentacji Rosji.
W reprezentacji Rosji debiutował w 1993. Uczestniczył w Mistrzostwach Europy w 2004 w Portugalii, gdzie zagrał w dwóch spotkaniach.
Jest wychowankiem Dinama Moskwa, później w drugim zespole tego klubu. W 1990 trafił do Dynama Suchumi po roku został sprzedany do Łokomotiwu Moskwa, w którym grał do 1997. Jego dobra gra zaowocowała transferem do Benfiki Lizbona gdzie grał 2 lata, trafiając później do Alverki, z którą był związany przez rok. W sezonie 2000/2001 był bramkarzem FC Porto. Od 2002-2005 grał ponownie w Łokomotiwie Moskwa. W roku 2006 powrócił do Dinama Moskwa, w którym grał przez jeden sezon i zakończył karierę zawodniczą.
Siergiej Owczinnikow jest dwukrotnym mistrzem Rosji, dwukrotnym wicemistrzem, brązowym medalistą Mistrzostw Rosji. Dwukrotnie wygrał Puchar i Superpuchar Rosji.